# Lousada
Lousada es una villa portuguesa en el distrito de Oporto, Región Norte y comunidad intermunicipal de Támega y Sousa, con cerca de 9356 habitantes.
Es sede de un pequeño municipio de 94,89 km² de área y 47 376 habitantes (2021), subdividido en 15 freguesias. El municipio linda por el norte con el de Vizela, por el nordeste con Felgueiras, por el este con Amarante, y por el sur con Penafiel, por el sudeste con Paredes y por el oeste con Paços de Ferreira y Santo Tirso.

## Demografía
| Gráfica de evolución demográfica de Lousada entre 1849 y 2021 |
|                                                               |
| Datos según el nomenclátor publicado por el INE portugués.    |

## Freguesias
Las freguesias de Lousada son las siguientes:
- Aveleda
- Caíde de Rei
- Cernadelo e Lousada (São Miguel e Santa Margarida)
- Cristelos, Boim e Ordem
- Figueiras e Covas
- Lodares
- Lustosa e Barrosas (Santo Estêvão)
- Macieira
- Meinedo
- Nespereira e Casais
- Nevogilde
- Silvares, Pias, Nogueira e Alvarenga
- Sousela
- Torno
- Vilar do Torno e Alentém

## Hermanamientos
Lousada está hermanada con 
- Rentería  España,
- Tulle  Francia
- Schorndorf  Alemania
- Dueville  Italia y
- Bury  Reino Unido.